# Journal of Physical and Chemical Reference Data
Das Journal of Physical and Chemical Reference Data, abgekürzt  J. Phys. Chem. Ref. Data, ist eine wissenschaftliche Fachzeitschrift, die vom American Institute of Physics im Auftrag des National Institute of Standards and Technology veröffentlicht wird. Die Zeitschrift wurde 1972 gegründet und erscheint derzeit mit vier Ausgaben im Jahr. Es werden Arbeiten veröffentlicht, die sich mit Referenzdaten in der Physik und der Chemie beschäftigen.
Der Impact Factor lag im Jahr 2020 bei 2,828. Nach der Statistik des Web of Science wird das Journal mit diesem Impact Factor in der Kategorie multidisziplinäre  Chemie an 97. Stelle von 178 Zeitschriften, in der Kategorie physikalische  Chemie an 99. Stelle von 162 Zeitschriften und in der Kategorie multidisziplinäre  Physik an 33. Stelle von 86 Zeitschriften geführt.